# Хаваст – Фергана
Хаваст – Фергана – трубопровідна система, створена з метою постачання газу до Ферганської долини. 
У другій половині 1950-х до узбецького міста Фергана подали блакитне паливо по газопроводу Північний Сох – Фергана, який призначався для транспортування ресурсу місцевого родовища Північний Сох та мав довжину 68 кілометрів. Втім, запаси Північного Соху були незначними, тоді як в центральному Узбекистані почався розвиток потужного газовидобувного регіону, який виіршили задіяти для живлення споживачів долини. Оскільки події відбувались в часи існування СРСР, елементи нової системи опинились на території трьох держав – вона отримувала ресурс від узбецької ділянки системи Бухарський газоносний регіон — ТБА в районі Хаваст (раніше станція Урсат’ївська), тягнулась повз Худжанд (таджицька Согдійська область) через вузьку гордовину, якою з долини виходить річка Сирдар’я, проходила повз Північний Сох, після чого на шляху до Фергани неглибоко заходила на киргизьку територію. Підсумкова конфігурація системи включила три нитки: 
– запущену в 1963-му діаметром 530 мм;  
– введену в 1977-му діаметром 530 мм;  
– введену в 1984-му діаметром 720 мм. 
У Фергані великими споживачами природного газу могли бути завод азотної хімії, Ферганська ТЕЦ та нафтопереробний завод. Крім того, ресурс могли передавати до газопроводу Північний Сох – Наманган – Андижан, реверсованого газопроводу Ходжиабад – Фергана та запущеного в 1976-му підземного сховища газу Північний Сох (в холодний сезон останнє навпаки видавало ресурс до системи). 
Після надбання центральноазійськими державами незалежності від СРСР між ними виникли суперечки навколо цін на блакитне паливо та вартості його транзиту. Внаслідок газового конфлікту 2004 року узбецька сторона пришвидшила спорудження обхідного маршруту до Ферганської долини Ахангаран – Пунган, так що у підсумку перекачування ресурсу повз Худжанд припинилось, хоча завершальна ділянка системи Хаваст – Фергана продовжила постачати споживачам ресурс, отриманий із реверсованого трубопроводу Північний Сох – Наманган. В якийсь момент також зупинили підземне сховище в Північному Соху (знаходиться як на узбецькій, так і на киргизькій території), хоча в першій половині 2020-х оголосили про наміри повернути його до експлуатації. 